# Пунья
Пу́нья (IAST: puṇya «заслуга», «благо», «добро») — понятие в индуизме и буддизме, восходящее к «Ригведе». Благие заслуги, получаемые и накапливаемые через добродетельные действия и переносимые в другие жизни. Пунья способствует духовному развитию человека и помогает ему продвигаться на пути к мокше. Пунью можно получить посредством совершения благих поступков самого разного рода. Пунью можно передавать своим умершим близким (как, например, в практике шитро). Ей также можно делиться с родителями, учителями, богами. Накопление пуньи приносит в следующей жизни хорошее здоровье, богатство, мудрость, славу, склонность к духовным практикам. Объём и продолжительность будущего счастья и наслаждений зависит от количества накопленной пуньи. Противоположностью пуньи являются греховные действия (папа), ухудшающие карму индивида, приводящие к обратным результатам в будущих воплощениях в круговороте сансары.